# برون‌زاد
در زمینه‌های مختلف، برون‌زاد (به انگلیسی: Exogeny) یا برون‌زایی (exogeneity) واقعیت یک عمل یا شی است که منشأ بیرونی دارد. این در تضاد با درون‌زایی یا درون‌زایی است، این واقعیت تحت تأثیر قرار گرفتن در یک سیستم است.

## کاربردها
- اقتصاد
- زیست‌شناسی
- دارو و درمان‌های پزشکی
- فلسفه
- روان‌شناسی
- جغرافیا
- مطالعات بازی
- علم مواد